# تاد لينكولن
تاد لينكولن (بالإنجليزية: Tad Lincoln)‏ (4 أبريل 1853 - 15 يوليو 1871) كان الابن الرابع والأصغر لرئيس الولايات المتحدة السادس عشر أبراهام لينكون وزوجته ماري تود لينكون وقد توفي في 15 يوليو 1871 عن عمر يناهز 18 ، في شيكاغو بسبب مرض السل الرئوي.